# Lucia Franchi
Lucia Franchi (Città di Castello, 31 ottobre 1975) è una drammaturga e attrice teatrale italiana.

## Biografia
Nel 2001 si è laureata in lingue e letterature straniere all'Università degli Studi di Firenze con il professor Keir Elam discutendo una tesi sul teatro di Ben Jonson. Nel 2003 ha fondato con Luca Ricci la compagnia teatrale CapoTrave e il festival Kilowatt (premio Ubu 2010). Sempre con Ricci ha scritto Diario intimo (2003), Felicità. Primo studio (2003), La festa della regina (2005), Messaggi in bottiglia (2009), tutte produzioni di cui è anche interprete. È inoltre co-autrice di Robinsonade (2008), Virus (2010), Nel bosco (2012), Piero della Francesca. Il punto e la luce (2015), La lotta al terrore (2017), Piccola Patria (2019) e Le Volpi (2023), ed ha tradotto in versione italiana Misterman di Enda Walsh (2012).
Nel 2021 ha vinto insieme a Luca Ricci il premio Ubu per il miglior progetto curatoriale.
Nel 2024 il suo testo Le Volpi entra nella terna dei nominati al Premio Ubu nella categoria Miglior Testo Italiano, arrivando secondo.

## Pubblicazioni
- Lucia Franchi e Luca Ricci, Lo spettatore è un visionario, Editoria&Spettacolo, 2019. ISBN 978-88-32-06808-5.
- Viaggiare sicuri nella scena digitale (a cura di Lucia Franchi e Luca Ricci), Titivillus, 2024. ISBN 978-88-7218-483-7.